# Maximilian Mehring
Maximilian Mehring (* 15. April 1986 in Worms) ist ein ehemaliger deutscher Fußballspieler. Seit Beendigung seiner Spielerkarriere arbeitet Maximilian Mehring als Trainer.

## Karriere
Mehring kam 2002 vom Ludwigshafener SC in die Jugend des SC Freiburg. 2005 rückte er in die 2. Mannschaft auf, wurde mit dieser 2008 Oberligameister und stieg in die Regionalliga Süd auf.
Bereits 2007 unterschrieb Mehring einen Profivertrag, kam in seiner ersten Saison aber zu keinem Pflichtspieleinsatz im Profiteam. Sein Debüt in der 2. Bundesliga gab der Mittelfeldspieler am 14. September 2008 beim 3:1-Sieg über den FC Augsburg. Sein Vertrag wurde nach dem Aufstieg der Freiburger in die 1. Bundesliga nicht mehr verlängert.
Im Oktober 2009 wechselte Mehring zum Fußball-Regionalligisten SV Darmstadt 98 in die Regionalliga Süd. Ab Juli 2010 spielte er für die 2. Mannschaft von Eintracht Frankfurt. Dort wurde Ende November 2012 sein Vertrag vorzeitig aufgelöst.
Im Januar 2013 gab der Regionalligist Wormatia Worms die Verpflichtung von Mehring bekannt. Er unterschrieb einen Vertrag bis zum Saisonende 2012/13. Nach nur sieben Spielen für die Wormaten erlitt Mehring im April 2013 einen Kreuzbandriss, der ihn den Rest des Jahres ausfallen ließ. Dennoch verlängerte der Verein seinen Vertrag bis 2015. Nachdem er seine aktive Karriere aufgrund der Verletzung beenden musste, übernahm er ab der Saison 2015/16 das Amt des Co-Trainers. Am 30. Juli 2020 wechselte er in gleicher Funktion zum SV Waldhof Mannheim.